# Bliss (banda)
Bliss é uma banda de rock inglesa,  fundada em 1986.
O grupo foi criado pela vocalista Rachel Morrison e pelo baixista Paul Ralphes. Além deles, faziam parte do grupo Paul Sirett (guitarra), Chris Baker (bateria) e Roger Askew (teclados). 
Em 1987, depois de assinar um contrato com a gravadora EMI, o grupo lançou sua música de maior sucesso, I Hear You Call. A canção atingiu o primeiro lugar nas paradas de sucesso do Brasil e da Itália.

## Discografia
- Love Prayer (1989)
- A Change In The Weather (1991)
- My world your world (2009)[3]